# Casimirianum
Il Casimirianum è un ginnasio di Coburgo, in Germania. Fu fondato nel 1605 e prese il nome dal fondatore della scuola, il duca Giovanni Casimiro di Sassonia-Coburgo (1564–1633). Oggi è un liceo linguistico e umanistico che insegna latino dalla quinta elementare, inglese dalla sesta elementare e italiano, greco antico, francese o spagnolo come terza lingua straniera. Dall'anno scolastico 2019/20 è stato reso possibile anche l'ordine inverso, inglese dalla quinta elementare e latino dalla sesta elementare. Nell'anno scolastico 2009/10, il profilo è stato ampliato per includere un indirizzo scientifico e tecnologico con il latino come prima lingua straniera. La scuola ha preso parte al tentativo della High School europea ed è (provvisoriamente fino al 2015) una delle 44 scuole modello MODUS21. Dal 19 ottobre 2015, il Casimirianum è membro ufficiale dell'alleanza "Scuola senza razzismo - Scuola con coraggio". 
Il liceo più antico di Coburgo ha un'associazione studentesca. La Casimiriana è un'associazione apolitica e indipendente di alunni ed ex alunni del Casimirianum fondata nel 1861.

## Storia
La prima pietra fu posta dal duca Giovanni Casimiro il 2 settembre 1601. L'edificio rinascimentale, costruito da Peter Sengelaub, fu inaugurato nel luglio 1605. Secondo l'atto di fondazione del duca, questa scuola statale avrebbe dovrebbe essere il "nesso" tra una scuola banale e una scuola superiore o un'accademia. Le lezioni erano "publice et gratis".
L'11 novembre del 1677, l'imperatore Leopoldo I concesse il privilegio imperiale di costruire una nuova università a Coburgo. Nel 1705, fu proclamata l'istituzione dell'Università di Coburgo in occasione del centenario della scuola. Tuttavia, nel 1723, a causa di controversie tra i sette principi Ernestini coinvolti e per mancanza di risorse finanziarie, gli sforzi di un comitato congiunto per una seconda università vicino a Jena vennero abbandonati. Il liceo Casimirianum mantenne la struttura del 1607.

## Architettura
Fino al 1601, la Ratskornhaus, costruita nel 1496 come granaio, si trovava di fronte alla Morizkirche, all'angolo della Neugasse. Il duca Giovanni Casimiro la fece abbattere e, nel 1605, Nikolaus Bergner e Peter Sengelaub, che vivevano nella casa dall'altra parte della strada, costruirono un "liceo con convictorium" (collegio). Per Sengelaub fu il secondo dei suoi tre magnifici edifici di Coburgo. La costruzione della cancelleria del governo era appena stata completata, e quella dell'armeria doveva seguire. L'edificio a due piani dal tetto a due falde in stile rinascimentale era costituito da una fila di sei case di abitazione con timpani riccamente strutturati e una piramide in ciascuna come estremità appuntita.

## Tradizione

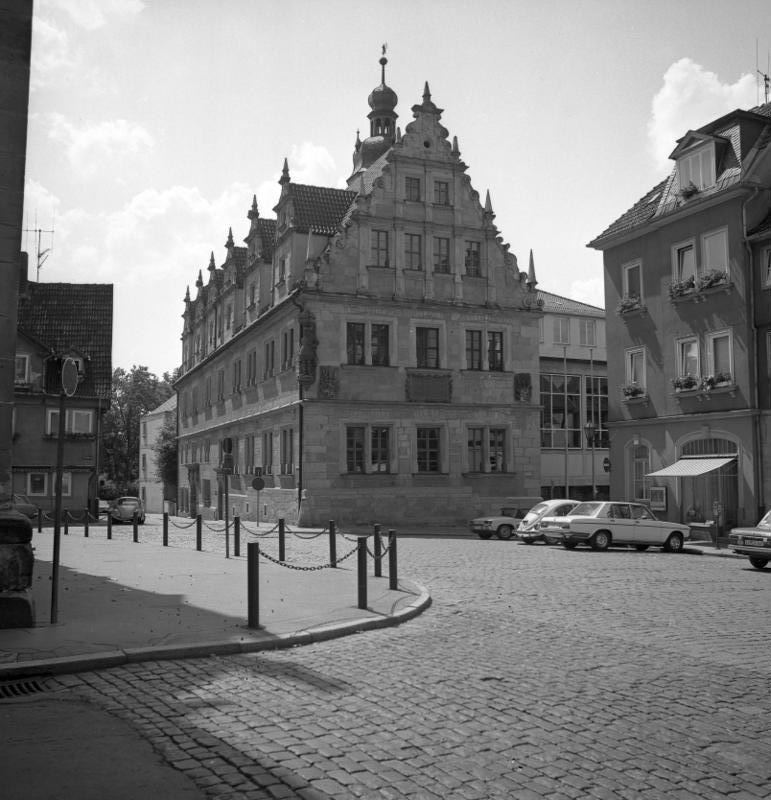
Il Casimirianum nel 1975

Alla fine di ogni anno scolastico, la statua di pietra del fondatore della scuola, il duca Giovanni Casimiro, all'angolo dell'edificio rinascimentale della scuola, viene “incoronata” durante il festival annuale della fondazione. Poi agli alunni vengono dati in successione tre boccali di birra (occasionalmente uno spritzer di mele come sostituto), che svuotano pronunciando le parole "Gymnasium Casimirianum vivat", "crescat" e "floreat in aeternum" ("Il Gymnasium Casimirianum viva, cresca e fiorisca per sempre”) e gettano i bicchieri a terra. I frammenti vengono raccolti dagli alunni, in quanto, secondo tradizione, dovrebbero portare fortuna e buoni voti nel prossimo anno scolastico. La canzone della scuola è  Vom Hoh'n Olymp.

## Citazioni
(Johann Wolfgang Goethe su suo padre Johannes Caspar Goethe, citato da From my Life, Poetry and Truth, Primo libro)